# Lohagad-Fort

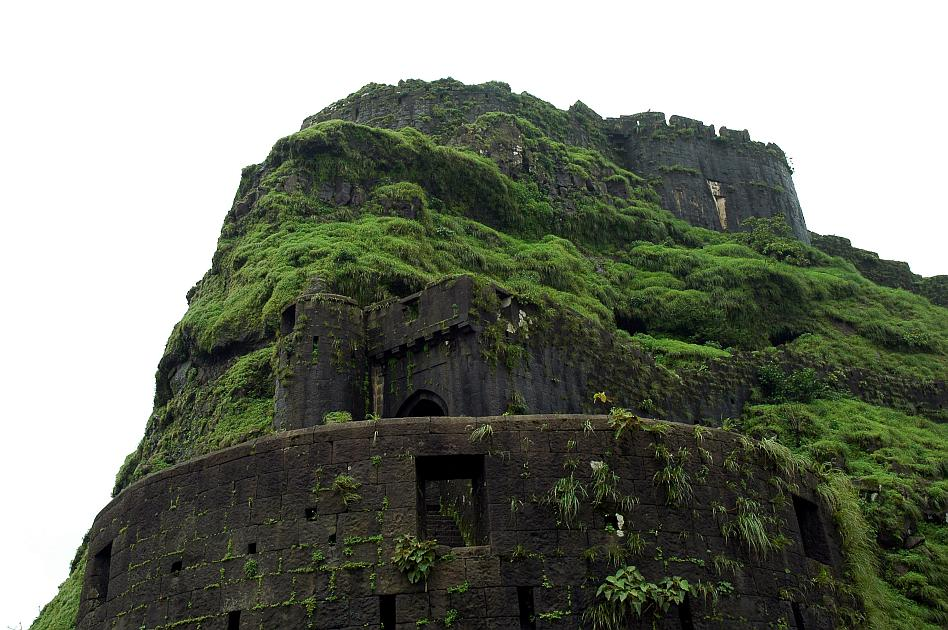
Lohagad-Fort

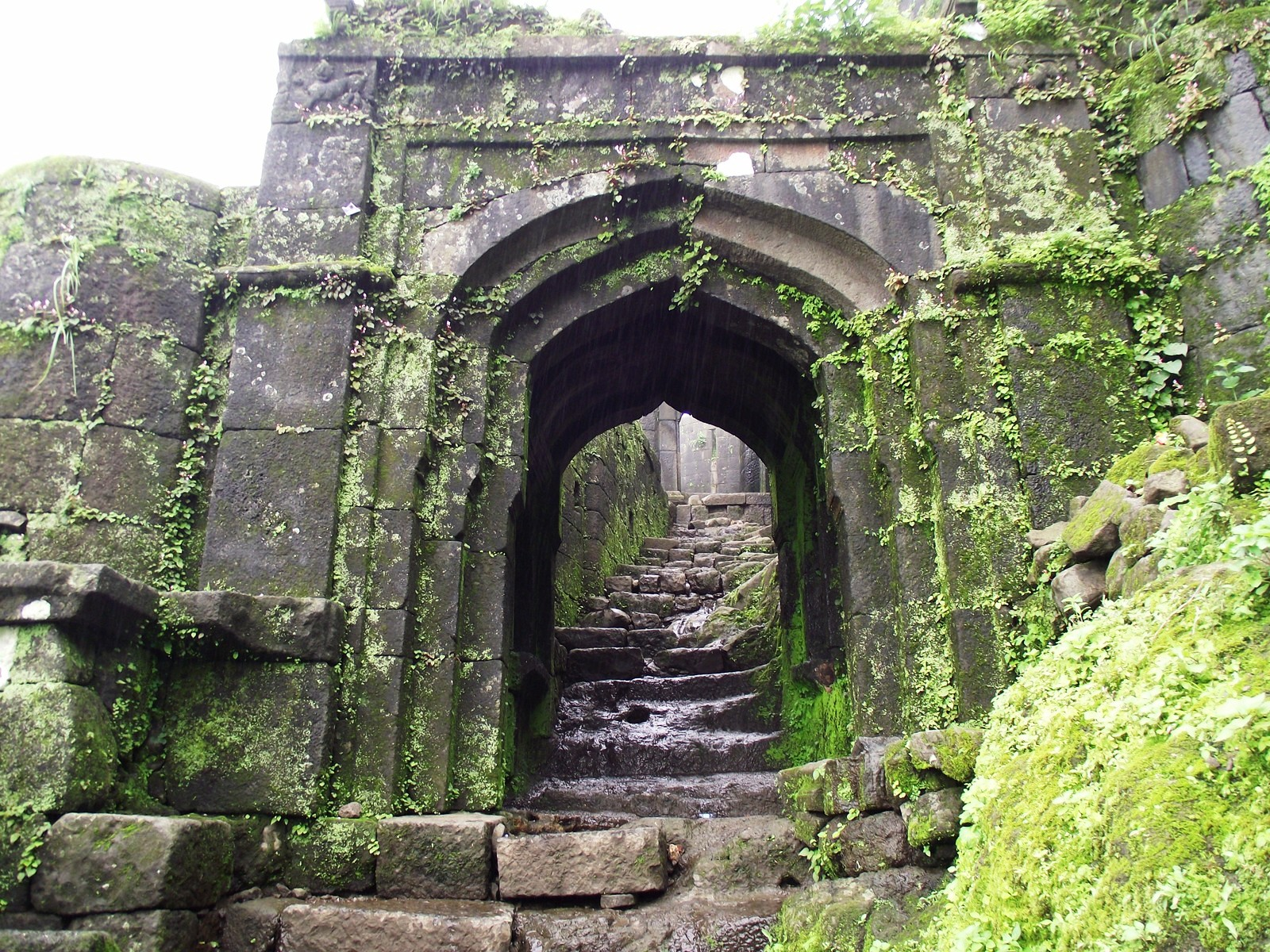
Tor mit Löwenreliefs

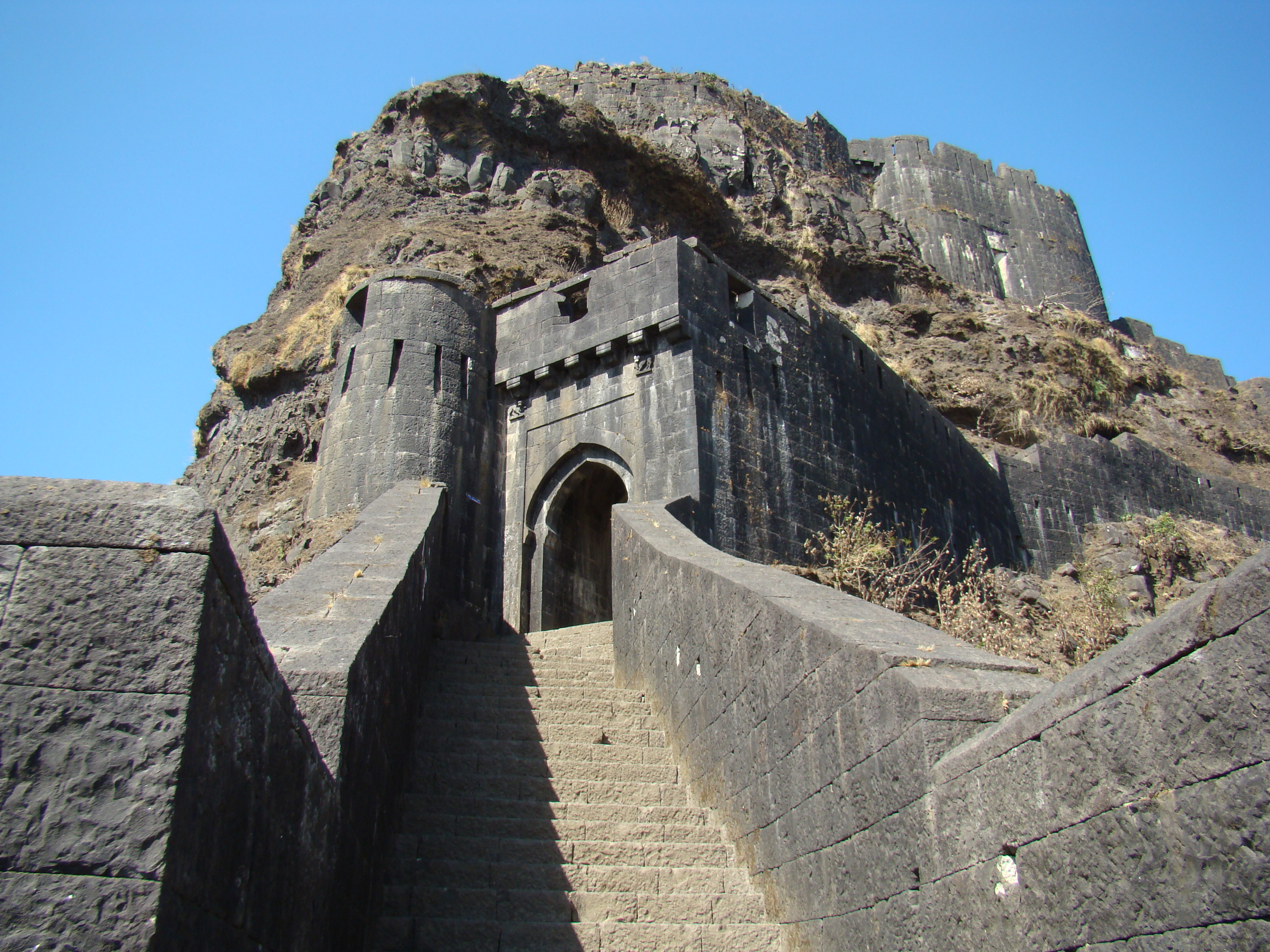
Ganesh-Tor

Das Lohagad-Fort ist ein Festungsbau auf dem Dekkan-Plateau nahe den Westghats bei der Stadt Lonavla im indischen Bundesstaat Maharashtra.

## Lage
Das Lohagad-Fort liegt beim Dorf Lohagadwadi etwa 10 km  (Fahrtstrecke) südwestlich der Stadt Lonavla; von der kleinen Bahnstation Manavli aus sind es etwa 5 km Fußweg, der am buddhistischen Höhlenkloster Bhaja vorbeiführt.

## Geschichte
Die unweit eines alten Handelswegs gelegene Festungsanlage hat eine lange Geschichte, die bis in die Zeit der Shatavahana-Dynastie zurückreicht. Auch die Herrscher der Chalukya-, Rashtrakuta und Seuna-Dynastie- hinterließen Spuren. In islamischer Zeit gehörte es zeitweise zum Gebiet des Bahmani-Sultanats, bis es der Marathen-Führer Shivaji (reg. ca. 1657–1680) eroberte, der es wiederum vorübergehend (1665–1670) seinem größten Gegner, dem Mogulherrscher Aurangzeb, überlassen musste. Im Jahr 1818 nahmen die Briten das benachbarte Visapur-Fort ein und beschossen von dort das tiefergelegene Lohagad-Fort. Die heute sichtbare Bausubstanz dürfte weitgehend auf die baulichen Aktivitäten der Marathen zurückgehen, deren Festungsarchitektur sich jedoch kaum von der der Moguln unterscheidet.

## Architektur
Das etwa 200 m über dem Geländeniveau des Dorfes Lohagadwadi liegende Fort kann über eine Mitte des 20. Jahrhunderts angelegte Flucht von Treppen erklommen werden. Das eigentliche Fort befindet sich auf einer schmalen Bergkuppe in 1032 m Höhe; vorgeschaltet sind mehrere tiefergelegene Bollwerke und insgesamt 4 Tore – davon eines mit zwei kleinen Löwenreliefs. Bemerkenswert ist das enge Zusammenspiel von natürlichem Fels und von Menschenhand geschaffener Architektur. Zur Gesamtanlage gehört auch der kleine Grabbau (qubba) einer unbekannten Persönlichkeit – möglicherweise eines Fortkommandanten.

## Umgebung
In der näheren Umgebung befinden sich das größere, aber weniger gut erhaltene Visapur-Fort sowie die Höhlenklöster von Bedsa und Karli.